# CAアテナス
クルブ・アトレティコ・アテナス（西: Club Atlético Atenas）は、ウルグアイのサン・カルロスを本拠地とするサッカークラブ。アテナス・デ・サン・カルロス（西: Atenas de San Carlos）とも呼ばれる。

## 歴史
クラブ創設は1928年5月1日。創設以来プリメーラ・ディビシオンでプレーしたことがなかったが、2009-10シーズンに初昇格を果たした。

## 歴代所属選手
DF
- マティアス・オリベラ 2017

MF
- アルバロ・フェルナンデス 2006

FW
- デルリス・フロレンティン 2010
- 古川頌久 2013-2014